# Principauté épiscopale de Besançon
1043–1290
Entités précédentes :
- Comté de Bourgogne

Entités suivantes :
- Ville libre d'Empire de Besançon
- Archidiocèse de Besançon

La Principauté épiscopale de Besançon ou État ecclésiastique de Besançon était un état autonome (bien qu'enclavé dans le Comté de Bourgogne) faisant partie du Saint-Empire romain germanique.
De 1043 à 1290, la ville de Besançon était une Principauté ecclésiastique et est appelée Bisanz. La ville a d'abord été séparée de la gouvernance du comté de Bourgogne en 1043 en tant que principauté épiscopale, ce qui faisait d'elle, un état ecclésiastique dans le Saint Empire romain. La ville était gouvernée par le Prince-Archevêque de Besançon, bien que plus tard (1290) la majeure partie de son pouvoir soit revenue à un conseil au sein de la ville. Cette principauté ne représentait que la ville de Besançon en Comté de Bourgogne (actuelle Franche-Comté moins le Pays de Montbéliard et le Territoire de Belfort). Il est donc évident que pendant une grande partie du temps, elle était dépendante de ceux qui contrôlaient l'accès à travers les terres environnantes et plus précisément les comtes de Bourgogne. Enfin, elle perd son statut de principauté épiscopale en 1290 au profit d'un statut de ville libre d'Empire, mais les archevêques conservent leur titre de prince-évêque de l'empire encore de nombreux siècles.

## Caractère problématique de la notion de "Principauté épiscopale"
Bien que les archevêques aient régné en seigneurs et même en princes sur la ville de Besançon, il est rarement fait évocation d'une "Principauté épiscopale (ou ecclésiastique) de Besançon" dans les sources historiques. Il semblerait que l' archevêque de Besançon ait été élevé au rang de prince du Saint-Empire romain germanique seulement en 1288[réf. nécessaire], soit peu de temps avant que les archevêques ne perdent leurs pouvoirs régaliens au profit de laïcs qui constitueront la Ville libre d'Empire de Besançon. On parle alors de princes-évêques de Besançon, bien qu'ils ne disposent plus que des pouvoirs ecclésiastique sur la cité. Par exemple la matricule d'Empire, arrêtée à la diète de Worms en 1521, recense les trois électeurs ecclésiastiques et quatre États impériaux au rang de princes-archevêques (Erzstifte) : à Magdebourg (avec Halberstadt), Salzbourg, Besançon et Brême.
Cependant, entre 1043 et 1290, ce sont bien les archevêques qui disposent des droits régaliens sur la ville, certains portant même le titre de prince et ne rendant compte qu'à l'empereur et au pape. Il s'agit donc bien d'un état ecclésiastique du Saint-Empire romain germanique, qui a pour seigneur les archevêques de Besançon.

## Histoire

### Gain de l'autonomie des archevêques bisontins
Besançon est devenue une possession du Saint-Empire romain germanique en 1034, à la suite de la Succession de Bourgogne, tout comme le reste du Comté de Bourgogne (surnommée et actuelle Franche-Comté).
Dès le IVe siècle, la ville abrite le siège de l'Archidiocèse de Besançon. En 1043, la cité devient la principauté épiscopale de Besançon, acquérant une autonomie de ville libre impériale sous l'autorité de l'empereur romain germanique,.
Le début du pouvoir politique des archevêques sur Besançon commence avec Hugues Ier de Salins (1031-1066). Issu de la famille des seigneurs de Salins dans le Jura, chapelain du dernier des rois de Bourgogne carolingiens Rodolphe III de Bourgogne, il est nommé archevêque de Besançon en 1031. Très vite après l'acquisition du Comté par l'empereur Henri III, Hugues se rapproche de celui-ci au point de devenir un de ses plus proches hommes de confiance et se fait nommer chancelier du Comté de Bourgogne. C'est en 1043, alors que l'empereur vient à Besançon, pour se fiancer avec Agnès d'Aquitaine, nièce du comte Renaud Ier de Bourgogne et fille du duc Guillaume V d'Aquitaine que l’archevêque Hugues Ier de Salins obtient des droits régaliens sur la ville de Besançon (droits juridiques, politiques, fiscaux et économiques…). Il est nommé prince de l’Empire allemand (rang maximum avant empereur) et règne en souverain sur la cité — lui et ses futurs successeurs avec l'empereur et le pape pour seuls supérieurs. Lui et la ville échappent au pouvoir direct des comtes de Bourgogne.
En 1049, c'est le pape Léon IX, ami de d'Hugues Ier de Salins, lors d'une visite à Besançon, qui confirme l'autorité apostolique, politique et juridique de l'archevêque sur la ville de Besançon.
C'est dans une période de réveil économique, généralisé à tout l'Occident après l'an mil que la ville de l’époque féodale manifeste une reprise de l’urbanisation à partir de deux pôles : l’ancienne « Cité », au pied du mont Saint-Étienne, et le quartier (Battant) de part et d’autre du pont, où il installe le chapitre de la Madeleine. Le paysage urbain est durablement marqué par l’archevêque Hugues Ier de Salins (1031-1066), qui réforme et reconstruit monastères et églises, et que l’historiographie considère comme le second fondateur de Besançon. Avec les nombreux pouvoirs qui lui ont été conférés, Hugues de Salins a créé une monnaie appelée la "livre estévenante"  (ou estevenant) se rapportant à Saint Étienne, un des patrons de la ville de Besançon.
L' archevêque de Besançon est élevé au rang de prince du Saint-Empire romain germanique en 1288[réf. nécessaire]. Bien que des évêques précédents, tels qu'Hugues Ier de Salins, avaient déjà bénéficié du titre de princes de l'Empire. Encore aujourd'hui ces liens étroits avec l'Empire se reflètent aisément dans les armoiries de la ville.

### Une succession de conflits internes

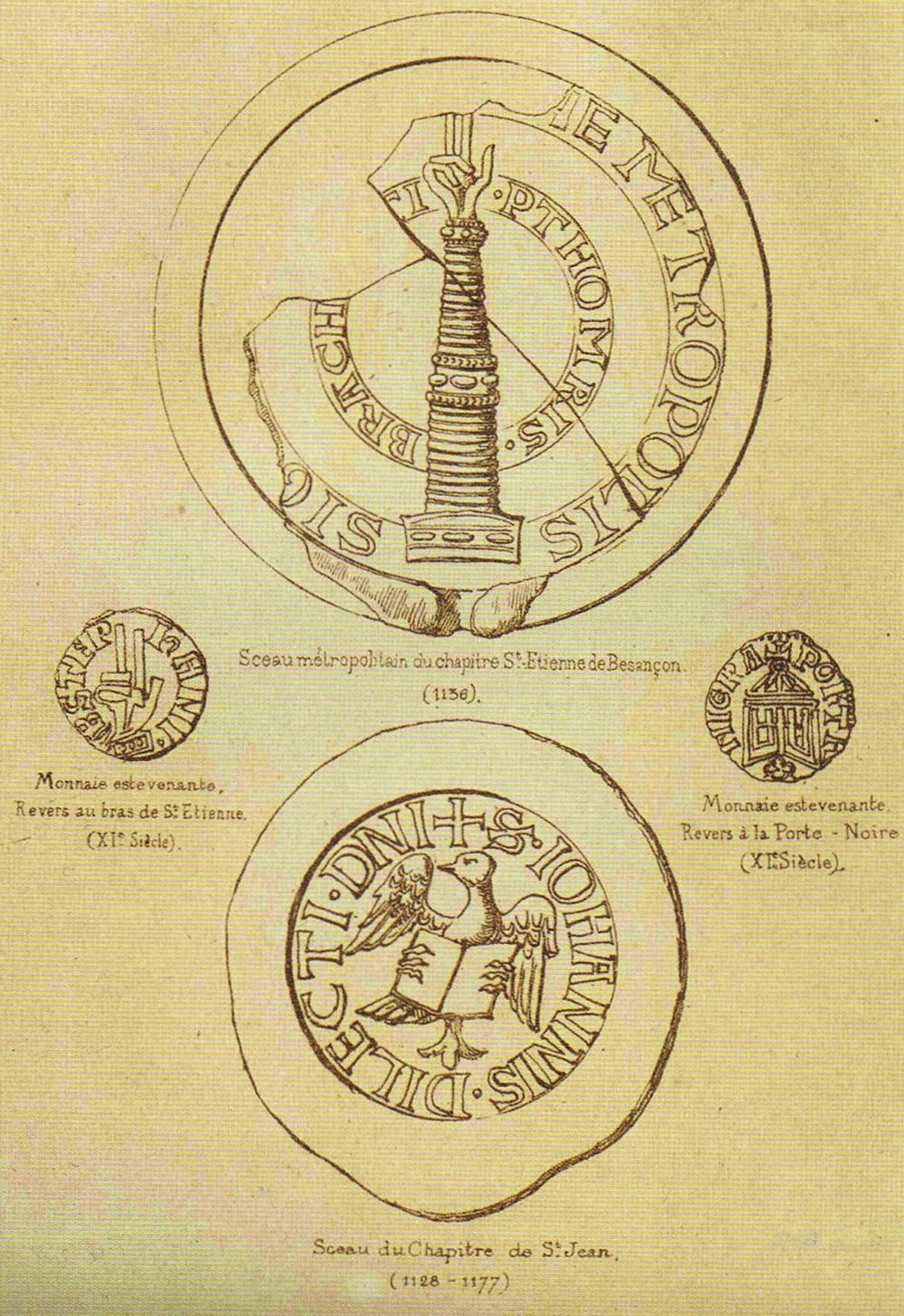
Les sceaux du chapitre de Saint-Étienne datant de 1156 et du chapitre de Saint-Jean datant de 1128 à 1177. À leurs côtés est dessiné leur monnaie estevenante. (dessins de 1880).

Les archevêques devenus princes de l'empire, se dotent de nombreux vassaux. Cela permet d'enrichir l'église au point d'être l'une des plus riches des Gaules.  Grâce aux actions de Hugues de Salins, la ville est plus peuplée, plus étendue, plus ouverte au commerce et mieux éduquée.
Après la mort d'Hugues de Salins (1066) c'est Hugues II de Montfaucon (1067-1085) qui est nommé archevêque. Son épiscopat sera marqué par son zèle à retirer des mains des laïcs (et notamment de Guy II de Mâcon), les possessions qu'ils avaient usurpées à l'église de Besançon. 

#### La querelle des chapitres
En 1085, c'est Hugues III de Bourgogne qui est nommé archevêque de Besançon (1085-1101). Issu de la famille des comtes Ivrée de Bourgogne, fils de Guillaume Ier de Bourgogne et frère du pape Calixte II, ainsi que de Raymond de Bourgogne. Son élection confirme la puissance des  comtes palatins de Bourgogne dans la région. Son épiscopat sera considéré comme sage et ferme. Cependant, sa mort provoquera plusieurs tensions au sein de l'église bisontine. L'élection de son successeur est difficile, c'est le début d'un conflit opposant le chapitre de Saint-Jean au chapitre de Saint-Étienne. Ce premier soutenu par le pape Calixte II et ce dernier est soutenu par l'empereur Henri V. De nombreux archevêques incapables d'imposer leurs autorités seront contraints de démissionner. Besançon se retrouve alors avec deux cathédrale consacrées[réf. nécessaire].
Pourtant, de nouveaux conflits entre les deux églises éclatèrent de nouveau, l'église de Saint-Étienne se croyant exempte de toute autorité de l'archevêque intenta procès sur procès devant la cour de Rome et s'opposa systématiquement à tous les archevêques soutenus par la cathédrale Saint-Jean.
En 1238, le chapitre de Saint-Étienne est excommunié à la suite de ses incessantes attaques contre la cathédrale Saint-Jean. Pourtant, l'abbé de Saint-Vincent, le prieur de Saint-Paul ainsi que six abbés du diocèse écrivent au pape Honorius III le suppliant de conserver les pleins droits de la cathédrale Saint-Jean. Voici un extrait de la lettre : « Prière de conserver à l'église de Saint-Jean-Évangéliste de Besançon la dignité de mère-église dont elle a joui de tout temps et dont elle jouit encore à l'exclusion de toutes les églises de la province ». Une solution radicale mais efficace fut apportée par l'archevêque Guillaume de la Tour entre 1253 et 1254 : la fusion des deux chapitres. Une négociation unifie les deux églises le 30 septembre 1253 et le pape Innocent IV ratifie officiellement les deux chapitres le 1er août 1254. Un chronogramme indique cette date de 1253 : Mater eCCLesIa bIsvntIna.

#### Les querelles avec les laïcs

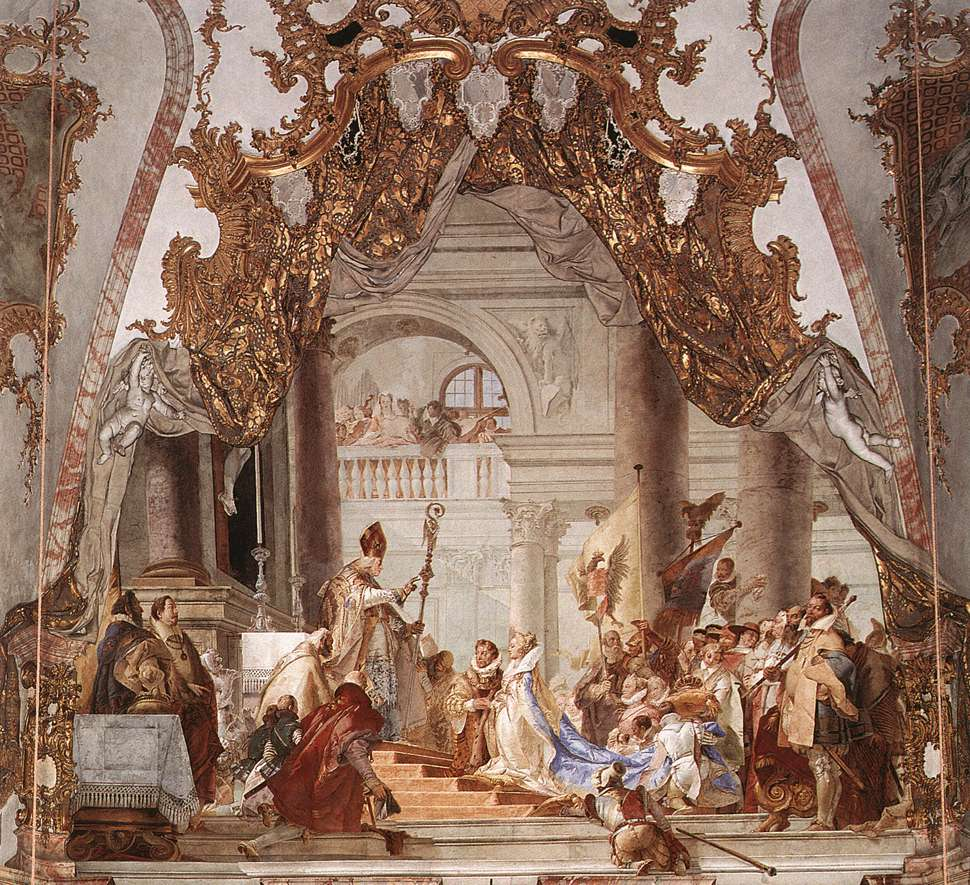
Mariage de Frédéric Barberousse avec Béatrice de Bourgogne, fresque de Giambattista Tiepolo, 1751.

En 1156, Frédéric Barberousse épouse l'héritière du Comté de Bourgogne, Béatrice Ière de Bourgogne à Wurtzbourg. Barberousse, concerné par la province, s'y rendra dès l'année suivante ainsi qu'à Besançon, pour y tenir une diète, celle-ci dans l'objectif de se faire proclamer roi de Bourgogne et d'affirmer son autorité auprès de ses dignitaires laïcs et religieux. C'est lors de ces fêtes que l'empereur refuse de satisfaire le futur pape Alexandre III, certainement le point de départ de l'antagonisme entre les deux hommes à l'origine du schisme de 17 ans qui se résoudra par l’humiliation de l'empereur, devant le pape, en 1177. Cependant, Besançon semble avoir été neutre concernant le conflit entre l'empereur et le pape.
C'est sous le règne de Frédéric Barberousse que les Bisontins commencent à manifester leur désir d'indépendance. En 1167 éclatent des révoltes. Les motifs nous échappent encore, cependant, elle est apaisée et les chefs sont condamnés à verser des amendes à l'empereur et l'archevêque. Malgré cela, les révoltes recommencèrent en 1179, cette fois-ci pour mettre un terme au droit de caducité. Les rebelles pillent les propriétés épiscopales, violentant ou tuant tous ceux qui tentent de leurs résister. C'est l'empereur, par la sentence de Colmar du 9 mai 1179, qui abolit ce droit et pacifie la ville. Cependant un bref papal du 19 mai 1180, excommunie les Bisontins pillards et violents.
Malgré cela, ce ne fut pas suffisant pour calmer les ardeurs bisontines. Les révoltes repartent de plus belle en 1224, sous la forme de commune et dans le but de dépouiller l'archevêque Gérard de Rougemont de ses droits et privilèges. Pour cela, les Bisontins s'allient à Jean Ier de Chalon et lui confient le gardiennage de la ville pendant 4 ans. À la fin de l'année, l'archevêque est expulsé de la ville, ainsi que ses serviteurs. Les auteurs de la sédition sont excommuniés et l'interdit est jeté sur la ville, mais cela n'aura que peu d'effet. L'empereur Frédéric II déclare nulles toutes les délibérations de la commune et son fils Henri II de Souabe ordonne aux nobles comtois d'empêcher tout ravitaillement de la ville. Gérard de Rougemont meurt en 1255, au dehors des murs de la ville, c'est donc son successeur Jean Halgrin, qui négocie avec Jean Ier de Chalon, la soumission des Bisontins. Ce dernier, incapable de poursuivre le conflit, convient aux exigences du nouvel archevêque. La commune est supprimée, l'interdit est levé.
Le calme revient pour une courte durée, car bien que les tensions en ville se soient calmées, le comté de Bourgogne est sujet à de nombreuses intrigues et à la guerre. En 1249, les Bisontins constituent de nouveau une commune, profitant des luttes d'influences entre l'empereur Frédéric II et du pape Innocent IV ainsi que celle entre Jean Ier de Chalon et Guillaume II de la Tour. Ce dernier, jeta en 1258, un nouvel interdit sur la ville. L'année d'après, la ville fut de nouveau soumise avec l'aide du roi Louis IX . Cependant la commune de Besançon ne semble pas avoir été dissoute.
Besançon va ensuite chercher à se trouver des alliés. Les Bisontins vont obtenir la protection d'Hugues de Chalon, devenu comte de Bourgogne par alliance, en 1264. Puis en 1277, c'est un nouveau traité du genre qui est conclu avec le comte Othon IV de Bourgogne. Ce dernier refuse de reconnaître l'empereur Rodolphe Ier de Habsbourg, comme suzerain. Besançon va alors se retrouver mêler aux conflits opposant les deux hommes, ce qui amènera progressivement à la prise de pouvoir par les laïcs.

### La fin d'un règne ecclésiastique
En 1290, Besançon obtient son indépendance vis-à-vis de l’archidiocèse. Elle l'obtient après avoir subi un siège de 4 mois, imposé par les troupes impériales de Rodolphe Ier de Habsbourg contre celles du comte palatin Othon IV de Bourgogne. Faute de ravitaillement, ni l’empereur incapable de prendre la ville, ni le comte ne souhaitent l’affrontement et négocient à Bellevaux, sur les bords de l’Ognon. Rodolphe obtient la soumission d’Othon IV, charge son beau-frère Jean de Chalon-Arlay (de la nouvelle branche cadette des comtes de Bourgogne favorable à l’empereur, alors qu’Othon IV se rapproche de la France) de négocier avec les Bisontins : Jean de Chalon-Arlay, au nom de l’empereur, reconnaît la commune, mais impose son gardiennage. Le 3 juin 1290, la commune est enfin officialisée, mais soumise à un nouveau maître, ce qui n’exclut pas de nouveaux conflits avec l’archevêque non déchu de ses pouvoirs.
C'est donc après un siècle de lutte contre le pouvoir des archevêques, que l'Empire reconnaît l'indépendance de Besançon. Tout en restant soumise à l'empereur, Besançon se gouverne par elle-même, grâce à un conseil de vingt-huit notables élus au suffrage universel masculin à plusieurs degrés et à un conseil de quatorze gouverneurs désignés par les notables.
La ville se trouve embourbée dans quelques différends avec son archevêque et demande l'aide d'un certain nombre de protecteurs extérieurs, ou capitaines, tel Philippe le Bon. Au XVe siècle, Besançon sera placée sous la protection des ducs de Bourgogne, bien qu'elle n'ait jamais reconnu leur souveraineté.
Les différends entre les archevêques et les citoyens bisontins se prolongèrent jusqu'au XVe siècle, puis s'atténuèrent peu à peu sous les Habsbourg et l'annexion française. Besançon rejoint donc la France par les traités de Nimègue en 1678/1679; toutefois, les archevêques ont gardé le statut de princes du Saint-Empire ayant droit de siéger et de voter à la diète d'Empire comme États impériaux jusqu'au recès de 1803. Par exemple la matricule d'Empire, arrêtée à la diète de Worms en 1521, recense les trois électeurs ecclésiastiques et quatre États impériaux au rang de princes-archevêques (Erzstifte) : à Magdebourg (avec Halberstadt), Salzbourg, Besançon et Brême. Le diocèse coïncide pratiquement durant tout l'Ancien Régime avec le comté de Bourgogne (ou Franche-Comté y compris le comté de Montbéliard).

## Économie
Les trois bannières de Battant (rive droite) abritent le plus fort peuplement, principalement occupé au travail de la vigne. Les activités agricoles (culture et viticulture), l’artisanat et le commerce se développent ; protégée par des remparts, la ville devient un centre de fabrication textile et d’échanges régionaux avec foires et marchés. Si la place des activités textiles ou financières demeure modeste par rapport aux villes italiennes, flamandes ou champenoises, les toiles de lin bisontines se vendent en Champagne, en Bourgogne et en Bavière ; la présence de banquiers italiens confirme un certain volume de transactions financières.
L'implication de Hugues Ier de Salins, dans le développement économique de la ville médiévale ne peut être négligée. Il a travaillé à faire renaître le commerce et cela en jouant sur la position géographique de la ville. Il établit une foire annuelle, pour y attirer les marchands. Pour que cela soit le plus attrayant, il chercha à peupler la ville en y invitant de nombreux colons, qui ainsi cultivent la terres aux environs de la boucle. Le long de celle-ci s'exerçait l'activité de la pêche.
La livre estevenante frappée par l'archevêché, est elle aussi le fruit de l’épiscopat de Hugues de Salins. Elles seront utilisées de nombreux siècles, et à l'effigie de nombreux successeurs, cela jusqu'en Hongrie[réf. nécessaire].
Si, à partir de la fin du XIIIe siècle, le développement de l’artisanat et du commerce est attesté par les sources historiques, notamment par les rôles des impôts (listes de noms qui précise parfois le métier), les recherches archéologiques récentes peinent à mettre en évidence ce type d’activité. La création de foires et marchés, le développement d’un artisanat du textile, du métal et de l’orfèvrerie, du travail du cuir et des peaux, parmi d’autres, apparaissent néanmoins dans la documentation écrite. Les fouilles de la rue de Vignier ont livré plusieurs centaines de chevilles osseuses trahissant l’activité d’un cornatier dans un quartier d’outre-pont aux XIIIe-XIVe siècles. La présence de fours à chaux a elle aussi pu être mis en évidence sur le site des Remparts dérasés, autour de l'an mil.